# Басенов, Толеу Кульчаманович
Толеу (Тулеу) Кульчаманович Басенов (12 сентября 1909, ныне Шалкарский район Актюбинской области — 4 мая 1976, Алма-Ата, Казахская ССР) — казахский советский архитектор, заслуженный строитель Казахской ССР (1966), член-корреспондент Академии архитектуры СССР (1950).

## Биография
Окончил в 1933 году архитектурный факультет Ленинградского института гражданских инженеров. В 1937—1941 годах работал главным инженером города Алма-Аты. В 1942 году вступил в Коммунистическую партию.
В 1944—1954 годах занимал должность начальника архитектурного управления при Совете Министров Казахской ССР, в 1958—1976 годах — заместителя, а затем председателя Госкомитета Совета Министров Казахской ССР по делам строительства.
Басенов в числе других архитекторов участвовал в разработке генерального плана города Алма-Аты, здания театра юного зрителя (1936, утрачен), жилого дома на улице Кирова (сейчас — Богенбай батыра), 124 (1937), театра оперы и балета (1941), архитектурной планировки памятника Амангельды Иманову (1947), Мемориала Славы и других объектов в Алма-Ате.
В 1968—1970 годах руководил проектами реконструкции проспекта Ленина в центральной части города.
Скончался 4 мая 1976 года, похоронен на Кенсайском кладбище Алматы.

## Память

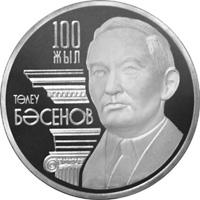
Памятная монета Казахстана номиналом 50 тенге, посвящённая 100-летию Т. Басенова

- Именем Толеу Басенова в Алма-Ате названа улица (до октября 1976 — Трамвайная, 1050 м). В 1976 году на доме по адресу улица Виноградова (сейчас Карасай батыра), дом 50 была установлена мемориальная доска[3].
- К 100-летию Толеу Басенова Национальный банк Республики Казахстан выпустил нейзильберовую памятную монету в серии «Люди».